# Пурсовка
Пурсовка — река в России, протекает в Кирсановском районе Тамбовской области. Правый приток реки Ворона.

## География
Река Пурсовка берёт начало на севере Кирсановского района. Течёт в южном направлении, протекает через центр города Кирсанова. У города Кирсанова на реке устроена плотина. Пурсовка впадает в одно из многочисленных озёр-стариц в сильно заболоченной пойме реки Вороны. Длина реки составляет 14 км, площадь водосборного бассейна 102 км².

## Данные водного реестра
По данным государственного водного реестра России относится к Донскому бассейновому округу, водохозяйственный участок реки — Ворона, речной подбассейн реки — Хопер. Речной бассейн реки — Дон (российская часть бассейна).
По данным геоинформационной системы водохозяйственного районирования территории РФ, подготовленной Федеральным агентством водных ресурсов:
- Код водного объекта в государственном водном реестре — 05010200212107000006571
- Код по гидрологической изученности (ГИ) — 107000657
- Код бассейна — 05.01.02.002
- Номер тома по ГИ — 07
- Выпуск по ГИ — 0